# Operació Kutúzov
L'Operació Kutúzov va ser una operació de l'Exèrcit Roig en el seu combat contra la Wehrmacht alemanya durant la Segona Guerra Mundial. Va ser batejada en honor de Mikhaïl Illariónovitx Kutúzov, el General tsarista que salva Rússia de la derrota durant la invasió de Napoleó el 1812.
L'operació s'inicià el 12 de juliol i acabà el 18 d'agost de 1943 amb la destrucció del sortint d'Orel, en el qual els fronts Occidental i de Briansk derrotaren el 2. Panzerarmee en les seves posicions fortificades als voltants d'Orel.

## Batalla
L'operació va ser portada a terme pels Fronts soviètics Occidental, de Briansk i Central, contra el 2n Exèrcit Panzer i el 9è Exèrcit al sector d'Orel. S'estengué entre el 12 de juliol i el 18 d'agost de 1943. La intenció principal era pressionar el Grup d'Exèrcits Centre alemany, que també estava involucrat parcialment en la batalla de Kursk, per tal de reduir el sortint d'Orel, així com per destruir un gran nombre d'unitats alemanyes. L'èxit en el primer dels objectius va ser gairebé immediat, fent que reserves alemanyes previstes per a la batalla de Kursk van haver de ser usades per resistir l'Operació Kutúzov.
L'atac inicial es va fer de manera simultània als costats nord i est del sortent d'Orel. Després, se'ls uní la part sud, després que les tropes panzer alemanyes es retiressin de l'ofensiva de Kursk per trobar-se amb l'Operació Kutúzov.

### Batalles aèries
L'arma aèria soviètica, la VVS, va llançar uns atacs intensos sobre les posicions alemanyes en conjunció amb un intens bombardeig d'artilleria preliminar. El 1r VA i el 15è VA van realitzar 360 missions contra les zones de rereguarda alemanyes, llançant unes 210 tones de bombes. La 1 Fliegerdivision de la Luftwaffe havia causat diverses derrotes aèries als soviètics entre el 13 i el 16 de juliol, i mantingueren la superioritat aèria sobre el sector sud de la bossa, per damunt del 9è Exèrcit alemany.
Però després de 6 dies de durs combats, la Luftwaffe estava exhausta. Com a resultat, tota la 1 Fliegerdivision només va poder llançar 74 missions d'intercepció, mentre que la 16VA llançà 868 sortides ella sola. Els soviètics dominaven l'aire, perdent només combats tàctics, a causa de la inexperiència dels pilots soviètics i a la naturalesa dels seus atacs de baix nivell, que els posaren en un desavantatge tàctic. Malgrat això, la VVS protegí bé l'11 Exèrcit de la Guàrdia, ajudant a les tropes del General Baghramian a aconseguir un avanç fonamental.
Al sector sud de la bossa, els alemanys aconseguiren llançar unes 1.000 missions durant el primer dia, davant les 737 llançades per la 15a VA. La Luftwaffe aconseguí dificultar les coses al Front de Briansk, destruint uns 35 tancs, 14 canons i 50 vehicles. Com a resultat, el Front de Briansk només aconseguí trencar la primera línia de les defenses alemanyes el primer dia de l'operació.
Mentre que el 2. Panzerarmee va ser forçat gradualment a retrocedir, la Luftwaffe causà a la VVS una gran derrota. El 13 de juliol els soviètics van perdre 94 avions, incloent 50 Sturmoviks. Malgrat que la Luftwaffe donà un excel·lent suport aeri a la Wehrmacht, l'11 Exèrcit de la Guàrdia, reforçat amb el 1r i el 5è Cos de Tancs, derrotaren al 55. ArmeeKorps''.

### La terra tremola
L'avanç septentrional del Front Occidental Soviètic va ser inicialment portat a terme per l'11è Exèrcit de la Guàrdia a les ordres del General Baghramian, recolzat inicialment pels Cossos de Tancs 1r i 5è. La vessant de l'ofensiva s'inicià prop d'Ulianovo, contra una feble oposició de la infanteria alemanya. 6 divisions de fusellers es concentraren contra 2 regiments d'infanteria alemanys, en un sector de només 16 km, superant-lo al vespre del primer dia, avançant 37 km. La 5a Divisió Panzer intentà retardar la ruptura del front mentre que els soviètics usaven suport blindat, però van haver de retrocedir.
El 13 de juliol, un fort contraatac del 53. Armeekorps obligà al Front de Briansk a aturar momentàniament la seva ofensiva.
Els atacs inicials sobre el sector oriental del Front de Briansk no van tenir tant d'èxit. El terreny era més obert, i els defensors alemanys estaven alertats i preparats. Els soviètics van ser igualats per l'arribada a temps de les divisions panzers de la zona sud de Kursk, usant les línies interiors del sortint per redesplegar-se ràpidament.
Els soviètics van ampliar l'ofensiva a finals de la seva primera setmana, amb atacs de suport a l'oest de l'11 de Guàrdies protegit pel 50è Exèrcit. Els Partisans recolzaren l'operació tallant les línies de ferrocarril alemanyes en centenars de punts durant diverses nits. Els soviètics també involucraren 2 grans formacions de tancs, el 3r Exèrcit Blindat de la Guàrdia i el 4t Exèrcit de Tancs. El 3r de Guàrdies intentà portar a terme l'atac oriental, dirigint-se directament cap a Orel. El 4t de Tancs explotà l'escletxa més àmplia feta per l'11è Exèrcit de la Guàrdia al nord, primer dirigint-se cap al sud i després girant cap al sud-est. Això va ser una temptativa per tallar les forces alemanyes mentre que encara seguien portant a terme una reeixida defensa en el sector est.
Aquestes batalles es convertiren en una sèrie de baralles entre les reserves alemanyes recent arribades, sovint encarant diverses direccions, i les principals formacions soviètiques. Els soviètics van adquirir terreny gradualment. El 20 de juliol, Hitler prohibí qualsevol retirada fins a posicions més racionals amb línies més curtes. El millor sector soviètic continuà sent el corredor de l'11è de Guàrdies, que arribà als afores de Karatxev, a mig camí entre Orel i Briansk a finals de juliol. Aquesta va ser la causa de la decisió alemanya d'evacuar el sortint, que clarament era insostenible amb l'amenaça que si la principal línia ferroviària quedava tallada, els defensors alemanys quedarien atrapats al sortint sense provisions.
L'Operació Kutúzov representa el final de la iniciativa alemanya a l'est. A partir d'aquell moment, els alemanys només estarien a la defensiva. La Unió Soviètica van tenir èxit al reduir el sortint d'Orel, mentre que els alemanys van fracassar en la seva intenció de reduir el sortint paral·lel de Kursk. Les pèrdues alemanyes van ser substancials i van ser obligats a abandonar el camp.

## Operacions posteriors
Les tropes soviètiques perseguiren als defensors alemanys i alliberaren Orel. L'Operació Kutúzov situà l'escenari per a l'alliberament de Smolensk al setembre de 1943. Els alemanys van quedar molt afeblits per aquesta amenaça, i van ser incapaços d'aturar els posteriors avenços cap a l'oest.